# 毎日新聞テレビ夕刊
『毎日新聞テレビ夕刊』（まいにちしんぶんテレビゆうかん）は、1965年1月17日から2015年3月29日まで、毎日放送（MBS）で毎週日曜日夕方に放送されていた関西ローカルニュース番組である。なお、日曜日の同局のローカルニュース単独の番組はこの番組だけであり、MBSテレビ夕刊とも呼ばれていた。

## 概要
毎日新聞大阪本社との共同制作という体裁をとっている。1975年3月31日のネットチェンジを境として内容・放送時間には変動がある。

### 1965年から1974年
第1期・NET（ANN）系列時代（全国ニュース内包）
1965年1月17日の番組開始時は前身の「毎日新聞夕刊ニュース」という題でスタートし、その後4月に「毎日新聞夕刊ワイドニュース」を経て同年10月よりこのタイトルとなった。この番組は毎日新聞が日曜日の夕刊を廃止したため、日曜の夕方に主なニュースをテレビで放送したいとMBSに要請したことによりスタートした。当初は毎日新聞社の協力による全国ニュースを含めたキャスターニュースで、毎日新聞記者がキャスターを務めていた（主に大阪本社の解説委員が交互に出演。まれに東京本社の外報部記者などが登場した）。レポートコーナーもあり、ローカル番組ながら充実した内容となっていた。
この当時、日本教育テレビ（NET。現在のテレビ朝日）との腸捻転ネット時代に日曜夕方の全国ニュースとして「朝日新聞テレビ夕刊」がスタートした1965年から1975年の腸捻転ネット解消までの間は、毎日放送では「朝日新聞テレビ夕刊」を放送せずこの番組を丸ごと差し替えて放送した。つまり「朝日新聞テレビ夕刊」はANNニュースの一部であったのにもかかわらず、朝日新聞ゆかりの大阪地区では未放送（協賛新聞が異なる実質的な企画ネット番組）であった。
また、当然ながら朝日新聞系ではあったがJNNに加盟していた朝日放送（ABC）では放送されていなかった（朝日放送ではJNNニュースコープを放送していた）。また岡山放送（放送当時の愛称はテレビ岡山）、瀬戸内海放送（当時は瀬戸内準広域圏ではなく、それぞれ岡山県・香川県のみを放送対象にしていた。また岡山放送は当時NET系列とのクロスネット局）にもネットされていた。
1975年3月30日のネットチェンジ直前まで全国ニュース差し替えのワイドニュースの形式が続いたが、3月30日の放送をもってOHK・KSBへ向けたネットは終了した。

### 1975年から2015年
第2期・TBS（JNN）系列時代（近畿・徳島ローカルニュース）
腸捻転ネットが解消した1975年4月6日放送分以降は、全国ニュースにJNNニュースコープを充当して編成したため、この番組は毎日放送のみの近畿地方・徳島県のニュースを扱うローカルニュースに内容を変更し、放送時間も10分に大幅短縮した。（これと入れ替わりで、朝日放送では「朝日新聞テレビ夕刊」のネット受けを開始。これが大阪地区初放送であった。また前週まで「毎日新聞-」をネットしていたKSB・OHKも左記番組のネットを開始した。OHKはクロスネット相手＜現在はフルネット＞のフジテレビ・FNN製作の「FNNテレビ日曜夕刊」もネット。OHKはFNNのそれを放送後、「OHK岡山県民ニュース」（ローカルニュース）明けにニアライブ方式で「朝日新聞-」を時差放送した）出演者も毎日放送のアナウンサーに替わったが、それでも2006年3月26日放送分までは、日曜の番組にしては本格的なミニ特集が編成され、好評であった。
2006年4月2日以降は、ストレートニュースと天気予報（天気は時々割愛されることもある）だけの放送になったため、正味の放送時間も1 - 2分短縮された（短縮された時間分は局のキャラクターであるらいよんチャンが出てきたり、『THE世界遺産』や『さんまのSUPERからくりTV』、『日曜劇場』、『情熱大陸』といった日曜日の番組の番宣を放映しているが、特別番組・改編期、新番組スタート時には、そちらが優先して流される）。
毎日新聞大阪本社発行版の近畿地方のテレビ番組表では一時期太字ゴシック体で「毎日新聞テレビ夕刊」と載っていたが、Gコード掲載のため「テレビ夕刊」となっていた時期がある」。
2011年10月2日からは、全国ニュース枠『Nスタ』でのスポーツニュースとローカル枠の変更により、開始・終了時間が変更された（事実上サンドイッチ化で『Nスタ』日曜版のローカルパート扱い）。
2015年3月29日の放送で終了し翌週からは『Nスタ』のローカルパート扱いに改められた。

## アナウンサー
いずれも2012年10月から隔週で担当
- 上田崇順
- 大吉洋平

取材などで不在時は他のアナウンサーが担当する事もある。
過去
- 渡辺善一郎（毎日新聞大阪本社編集局次長　初代キャスター）[2]
- 小巻元隆（毎日新聞大阪本社編集員→のちに毎日放送記者・解説委員　第1期初期）
- 宮川敦雄（毎日新聞大阪本社経済部記者　第1期初期→のちに「宮川敦雄の経済ニュース」MC）
- 近藤隆之輔（毎日新聞大阪本社編集員　第1期末期）
- 板倉俊彦(以下第2期)
- 西靖
- 高井美紀
- 三上智恵
- 小野陶子
- 松川浩子
- 松本麻衣子
- 古川圭子
- 前田阿希子 （2010,2011年度）
- 西村麻子 （2012年4月～9月）

## 放送時間履歴
※全て毎週日曜日
- 1965年1月 - 4月：16:15 - 16:30[2]
- 不明 - 1968年9月：18:00 - 18:25（※『朝日新聞テレビ夕刊』の差し替えであったため18:20頃まで全国ニュース）
- 1968年10月 - 1969年9月：17:30 - 18:25（ローカルニュースが35分間放送されていた。）
- 1969年10月 - 1975年3月：17:30 - 17:55（『ヤングおー!おー!』が日曜日に移転したことによる処置）
- 1975年4月 - 1982年3月：18:50 - 19:00（腸捻転ネット解消で『JNNニュースコープ』（JNN系列協定適用）の同時ネットが必須となったことに伴う処置）
- 1982年4月 - 2000年4月9日：17:50 - 18:00（『JNN報道特集』が日曜日に移転したことによる処置）
- 2000年4月16日 - 2008年3月30日：17:20 - 17:30（『JNN報道特集』の30分繰り上げスタートに伴う処置）
- 2008年4月6日 - 2011年9月：17:50 - 18:00（『コードギアス 反逆のルルーシュ R2』（日5）開始に伴う『JNNイブニング・ニュース』の放送時間変更となったことによる処置）
- 2011年10月 - 2015年3月29日：17:45 - 17:54（『Nスタ』のスポーツニュースとローカル枠の設定入れ替え・変更に伴う処置）

1987年にクロスプログラムが夕方 - プライム枠で設定されるようになったが、当初ニュースコープからテレビ夕刊へのクロスプログラムはなく、TBSテレビからのネット受けで『JNN報道特集』の案内が入っていた。
その後それを差し替えて高井美紀が「テレビ夕刊、まもなくです。」（事前収録）とコメントし、さらにこの番組→報道特集への切り替わりに報道特集の案内が放送された。
その後は生放送でその日の項目から1つ選んで簡単にコメントし、画面右下に「テレビ夕刊 このあとすぐ」と表示されていたが、上記の2011年10月からのローカル枠とスポーツニュース設定の変更により消滅となった。
同枠終了に伴い、2015年4月から関西ローカルの『VOICE』月曜は毎日新聞提供となった。

## オープニング
- 初期 - 1980年代中期：その日の関西圏の話題・ニュース素材をバックに生で「毎日新聞 テレビ夕刊」のタイトル。次いでそのVTRを説明する簡単なタイトル字幕を右下に出し、そこから生放送の進行部分。
- 1980年代後期 - 1990年代：コンピュータグラフィックのタイトルで、バックは原則お天気カメラからの映像。この時は「テレビ」という文字が大きく出て、「夕刊」は右上に小さく出ていたため、あたかも「夕刊テレビ」という題名に見えるような感じだった。
- 1990年代の上のテーマ使用終了時〜下のテーマ使用開始前（時期は推定）ピンク色のバックに下縁が下段中断と食み出てい三重丸（ステージの様な感じ）の上にタイトルが表示される。テーマ曲はT-SQUAREの「DAISY FIELD」が使われていた。
- 放送終了時点でのテーマソングは押尾コータローのギター。夕焼けをイメージしピンクの基調としたコンピュータグラフィックで、水平線からタイトルが表示される。

エンディングは1枚画（末期はオープニングの画像とほぼ同じもの）で、キャスターが「提供は、毎日新聞でした」（録音）とコメントする。